# Via Sottoriva
Via Sottoriva è una delle strade più caratteristiche del centro storico di Verona.

## Storia
Tale strada doveva già esistere in epoca romana, o comunque doveva essere caratterizzata da una direzione assimilabile, risultando quindi anomala rispetto al reticolo di strade della Verona romana, che si conformavano invece alla direzione del decumano e del cardine massimi.
In età medievale, quando faceva parte del quartiere della Chiavica, assunse la denominazione attuale di "Sottoriva", che deriva dalla posizione in cui è ubicata la strada, ovvero lungo la riva del fiume Adige. Proprio a causa di tale posizione in passato vi si raccordava l'infilata di mulini che partivano da ponte Pietra per arrivare fino a ponte Nuovo. Sia per la posizione che per la funzione che si era prestata a svolgere nel corso dei secoli, tale strada aveva finito per trovarsi ad un'altitudine piuttosto bassa rispetto al livello del fiume per cui, prima della costruzione dei muraglioni, era una delle prime aree che finivano allagate durante le piene dell'Adige.

## Descrizione

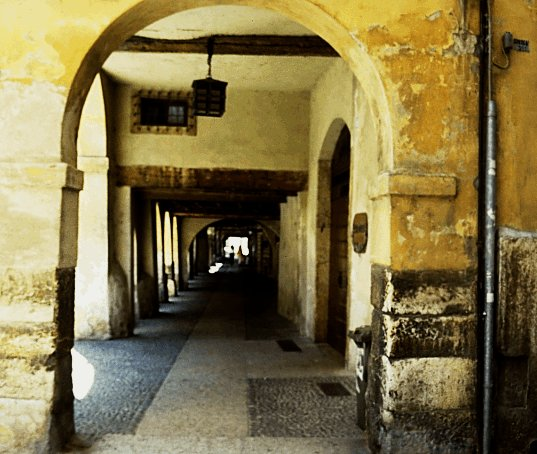
Un portico di via Sottoriva

La strada confina a nord, dopo una strettoia determinata dalla presenza delle imponenti absidi della basilica di Santa Anastasia, con la Bra' dei Molinari, una vera e propria piazza aperta sul fiume; verso sud invece confluisce in via Ponte Nuovo e piazzetta Pescheria. In direzione del fiume presenta numerosi vicoli un tempo chiamati "vò", da cui provenivano i carri per il trasporto delle merci che erano da lavorare, o erano già state macinate, nei numerosi mulini galleggianti. Sul lato opposto si trova invece un lungo e basso portico che conferisce un tipico aspetto medievale a questa strada; all'interno vi si può tra l'altro notare un affresco della Madonna con in braccio il divin Bambino e un bel portale rinascimentale.
Tra le abitazioni più antiche, si possono ammirare ai civici 1 e 3 due edifici residenziali risalenti al XIII e XIV secolo, contraddistinti da bifore romaniche e monofore trilobate, un tempo appartenenti alla famiglia dei Montesilice (o Monselice), che diede i natali a Esterina, moglie di Pietro III Alighieri, discendente diretto di Dante Alighieri.